# Dragon Ball Super
Dragon Ball Super (ドラゴンボール超?, Doragon Bōru Sūpā) è una serie televisiva anime prodotta da Toei Animation per la regia di Kimitoshi Chioka, Morio Hatano, Kohei Hatano, Tatsuya Nagamine e di Ryōta Nakamura. L'opera è stata trasmessa in Giappone dal 5 luglio 2015 al 25 marzo 2018 su Fuji TV. Si tratta della prima serie televisiva inedita di Dragon Ball prodotta dopo quasi 20 anni (l’ultima era stata Dragon Ball GT, terminata nel 1997), la quinta in totale. In Italia i diritti sono stati acquistati da Mediaset, che ha trasmesso la serie su Italia 1 dal 23 dicembre 2016 al 29 settembre 2019.
La serie narra le vicende accadute dopo la battaglia contro Majin Bu e comprende i dieci anni seguenti fino alla fine di Dragon Ball Z, andando a posizionarsi dunque tra il 288º e il 289º episodio di quest'ultima. Essa inizia come un remake dei film d'animazione Dragon Ball Z - La battaglia degli dei e Dragon Ball Z - La resurrezione di 'F', per poi procedere a raccontare storie originali.
L'adattamento manga è disegnato da Toyotarō e ideato da Akira Toriyama, e viene pubblicato sulla rivista mensile V Jump di Shūeisha dal 20 giugno 2015. La casa editrice Star Comics ha iniziato il 26 aprile 2017 la pubblicazione dell'edizione italiana del fumetto. Il 14 dicembre 2018 è uscito il primo film della serie, intitolato Dragon Ball Super - Broly. Un secondo lungometraggio animato, Dragon Ball Super - Super Hero, è uscito l'11 giugno 2022.

## Trama
Qualche tempo dopo la sconfitta di Majin Bu la Terra vive un periodo di pace, ma Goku e Vegeta continuano ad allenarsi nonostante il dissenso delle rispettive mogli. Nel frattempo il Dio della distruzione Beerus si risveglia dopo trentanove anni di sonno e, insieme al suo angelo e maestro Whis, si reca alla ricerca del Super Saiyan God, il guerriero definitivo che gli è apparso in un sogno profetico. Egli infatti, quando arriva sul pianeta di Re Kaioh, sconfigge facilmente Goku trasformato in Super Saiyan 3 e quando arriva sulla Terra la stessa sorte tocca anche a Majin Bu, Piccolo, Tenshinhan, Gotenks, Gohan e Vegeta. Prima che possa distruggere la Terra Goku chiede al Dio della distruzione di aspettare ancora un po', così il Saiyan evoca il drago Shenlong per chiedere informazioni riguardo al Super Saiyan God, che si rivela essere un guerriero formidabile richiamabile riunendo in un Saiyan puro di cuore lo spirito di altri cinque Saiyan. Goku, una volta completato il rituale e raggiunto tale stadio, affronta Beerus, abituandosi man mano alla sua nuova forma, ma nonostante ciò non riesce a sconfiggere il dio, il quale tuttavia, soddisfatto della sfida, decide di risparmiare la Terra, fingendo di addormentarsi e ritornando a casa insieme al suo angelo.
Intanto, Sorbet utilizza le sfere del drago della Terra sottratte a Pilaf e la sua banda per resuscitare il malvagio imperatore Freezer, in cerca di vendetta nei confronti di Goku e di Trunks del futuro che lo avevano precedentemente sconfitto. Dopo quattro lunghi mesi di allenamento intensivo Freezer si dirige verso la Terra con mille soldati, ai quali si oppongono cinque guerrieri: Crilin, Gohan, Piccolo, Muten e Gotenks. Dal momento che Goku e Vegeta si trovano sul lontano pianeta di Beerus i Guerrieri Z sono in balia del perfido Freezer. Goku non riesce a individuare nessuna aura per potere usare il teletrasporto, così i guerrieri innalzano il loro livello di potenza per permettere a Goku e Vegeta di teletrasportarsi sulla Terra. Freezer si evolve nella sua forma dorata e testa il potere di Goku. Su richiesta di Vegeta, spazientito dall'attesa di dovere combattere, Goku e Freezer si affrontano al massimo della propria forza, trasformandosi rispettivamente in Super Saiyan blu e in Golden Freezer. Dopo un iniziale dominio di Freezer la potenza dello stesso diminuisce progressivamente e Goku riesce a superarlo, venendo però abbattuto da un raggio laser di Sorbet. Vegeta entra dunque in scena anche trasformato nel Super Saiyan blu e abbatte facilmente Freezer, ma nonostante la sua superiorità Freezer distrugge comunque la Terra attraverso la sua tecnica finale, la Supernova, e solo l'abilità di Whis di tornare indietro nel tempo permette a Goku di scaraventare una Kamehameha contro Freezer, rispedendolo all'inferno. 
Una volta eliminata la minaccia dal Sesto Universo compaiono il Dio della distruzione Champa, fratello di Beerus, e la sua assistente Vados, sorella di Whis, i quali indicono un torneo di arti marziali tra i cinque guerrieri più forti del loro e del Settimo Universo, con in palio il pianeta Terra del Settimo e la possibilità di usare le super sfere del drago in possesso degli Dei per esprimere un desiderio. Beerus accoglie nella sua squadra Goku, Vegeta, Piccolo, Majin Bu e Monaka, che Beerus presenta come il più forte del Settimo Universo, ma che in realtà è un semplice fattorino ingaggiato da Beerus per motivare Goku e Vegeta. Gli incontri si disputano sul Pianeta senza nome. La squadra del Sesto Universo è composta da Botamo, da Frost (una controparte di Freezer) dal metalman Magetta, dal Saiyan Cabba e dal sicario leggendario Hit. Dopo molte difficoltà i guerrieri del Settimo Universo riportano la vittoria finale e Beerus vince la scommessa che aveva fatto con il fratello, salvando la Terra dal pericolo della distruzione, ma nel frattempo, insieme a Whis e tutti gli altri presenti, chiedono a Super Shenron, Dio di tutti i draghi evocato con le super sfere del drago, di riportare in vita la Terra del Sesto Universo che era andata distrutta in passato, facendo così un favore al fratello Champa.
Dal futuro giunge Trunks adulto, il quale è inseguito e minacciato da Black Goku, un personaggio con le sembianze di Goku che può viaggiare nel tempo grazie all'anello del tempo. Scoperto che gli anelli del tempo sono custoditi da Gowasu, Kaiohshin del Decimo Universo, Beerus e Whis si dirigono da lui per raccogliere informazioni su Black Goku, e qui scoprono che il nemico ha un'aura simile a quella dell'assistente di Gowasu, Zamasu, il quale viene disintegrato attraverso l'Hakai da Beerus. Quando tuttavia Goku, Vegeta e Trunks si recano nel futuro per sconfiggere Black Goku, trovano ad attenderli anche lo Zamasu del futuro. Black rivela il suo piano "Zero Mortali" e rivela anche di essere lo Zamasu della linea temporale di Goku e Vegeta e di essere in grado di trasformarsi nel Super Saiyan Rosé (quando una divinità nel corpo di un Saiyan supera il limite del Super Saiyan God, raggiunge lo stadio del Super Saiyan Rosé), mentre Zamasu, reso immortale dalle super sfere del drago, dichiara di avere ucciso gli Dei della linea temporale di Trunks del futuro. Goku e Vegeta, sconfitti, tornano nel presente per allenarsi, ma quando affrontano nuovamente Black e Zamasu i due nemici si fondono con i potara creando una creatura ancora più potente: Zamasu fuso. Anche Goku e Vegeta fanno ricorso alla fusione, dando vita a Vegeth, che riesce a fronteggiare Zamasu. La fusione dei Saiyan però termina immediatamente, poiché il Super Saiyan blu consuma troppa energia. Trunks riesce tuttavia a tagliare a metà Zamasu grazie a una spada formata dall'energia di tutti gli esseri viventi del pianeta sopravvissuti. Zamasu sembra sconfitto, tuttavia egli abbandona la sua forma fisica e si diffonde come un'essenza maligna in tutto l'universo del futuro. Zamasu distrugge ogni cosa: sulla Terra non c'è più nessuno a parte Goku, Vegeta, Bulma, Trunks e Mai. La nuova forma di Zamasu sembra invulnerabile, tuttavia Goku, grazie al pulsante datogli dal sommo Zeno precedentemente, riesce a richiamarlo e lo convince a distruggere Zamasu, ma Zeno fraintendendo la richiesta distrugge anche tutto l'universo del futuro. In seguito, tornati nel presente, Whis rivela che esiste la possibilità di salvare il futuro e Trunks decide di percorrere questa strada mentre Goku porta lo Zeno del futuro al palazzo dello Zeno del presente, affinché i due facciano amicizia.
Goku, annoiato, chiede ai due Zeno di organizzare un torneo di arti marziali contro tutti gli altri universi. I due accettano e danno inizio al Torneo del Potere, a cui prendono parte otto universi. Gli universi perdenti verranno completamente cancellati, mentre l'universo vincitore verrà risparmiato e il combattente più meritevole potrà esaudire un desiderio con le super sfere del drago. Ogni universo comincia allora a reclutare una squadra di dieci combattenti. Goku per rappresentare il suo universo recluta Gohan, Vegeta, Piccolo, Crilin, C-18, C-17, Muten, Tenshinhan e Majin Bu. Quest'ultimo a poche ore dall'inizio del torneo cade in letargo, così Goku decide di sostituirlo con Freezer facendolo resuscitare per ventiquattro ore. La minaccia più pericolosa durante il torneo è rappresentata da Jiren il Grigio, il guerriero più forte dell'Undicesimo universo, che ha la fama di avere un potere persino superiore a quello di un Dio della distruzione. Al Torneo del Potere i combattenti vengono eliminati con il proseguire delle battaglie e ogni volta che la squadra di un universo perde tutti i suoi lottatori Zeno lo cancella insieme ai suoi combattenti e le loro divinità: vengono così distrutti il Nono, il Decimo, il Sesto, il Secondo, il Quarto, il Terzo e infine l'Undicesimo. Goku sblocca l'Ultra Istinto e riesce ad avere la meglio su Jiren, ma il suo potere inizia a pesare e crea gravi danni a Goku, finché la trasformazione svanisce. Con l'aiuto di Freezer riesce a riprendersi e a buttare fuori dal ring Jiren, e C-17, che era nascosto sul campo, vince come premio le super sfere del drago chiedendo a Super Shenlong di ripristinare gli universi distrutti da Zeno, riportando in vita i loro abitanti e le loro divinità, mentre Whis riporta permanentemente in vita Freezer su richiesta di Beerus per premiarlo del suo contributo alla vittoria. Dopo il termine del Torneo del Potere tutti ritornano alle proprie vite, pronti a combattere in caso la Terra subisca altre minacce.

## Personaggi

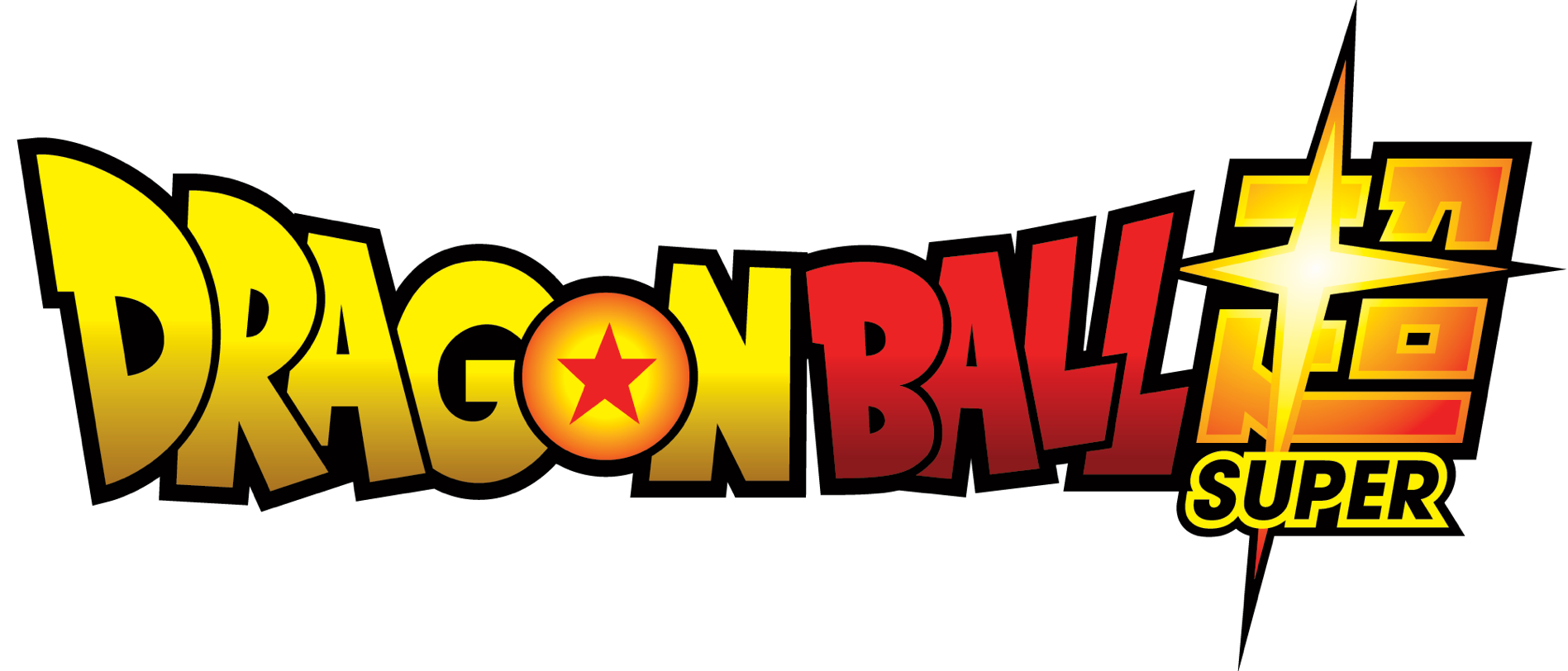
I personaggi di Dragon Ball Super nella prima sigla d'apertura

Gran parte dei protagonisti delle precedenti serie sono ricomparsi anche in Dragon Ball Super. Alcuni personaggi, come Beerus e Whis, sono ripresi dai due film d'animazione La battaglia degli dei e La resurrezione di 'F', mentre Jaco, il poliziotto galattico, è stato introdotto per la prima volta nel manga di Toriyama Jaco the Galactic Patrolman. Tra i nuovi personaggi introdotti nella serie vi sono Champa, Vados, Zamasu, Jiren, Zeno, il Gran sacerdote e i vari guerrieri, Dei della distruzione e Angeli degli altri universi.

## Produzione
Dragon Ball Super è un anime ispirato al manga Dragon Ball, prodotto diciotto anni dopo la fine della trasmissione della precedente serie, Dragon Ball GT, conclusasi nel 1997. Anziché continuare la storia narrata in GT, Super si colloca cronologicamente nei dieci anni di buio posti tra il 517º e il 518º capitolo del manga, e tra il 288º e il 289º episodio della serie Dragon Ball Z.
Akira Toriyama, autore del manga originale, è responsabile del soggetto generale e del character design di base del nuovo anime, che è diretto da Kimitoshi Chioka (fino all'episodio 46), che già aveva collaborato allo storyboard de La battaglia degli dei, da Morio Hatano (quest'ultimo affianca Chioka dal 33º episodio in poi), in seguito da Kohei Hatano (che affianca Morio Hatano dal 68º episodio), infine i due Hatano vengono sostituiti da Tatsuya Nagamine (che già aveva collaborato come assistente alla regia nella serie GT e nel film Il cammino dell'eroe, oltre che alle sigle del primo Dragon Ball Kai) e da Ryōta Nakamura (regista già di alcuni episodi di Super) a partire dall'episodio 77, dal quale insieme alla nuova sigla d'apertura sono apportati alcuni cambiamenti stilistici nella palette dei colori.
Il character design e la supervisione all'animazione di Super è a opera del veterano Tadayoshi Yamamuro, che già in passato aveva lavorato alle animazioni di diversi episodi dei vecchi anime della serie, oltre che su gran parte dei film dell'epoca, e infine come capo-animatore e character designer principale de La battaglia degli dei e La resurrezione di F, e di tutti gli speciali e OAV di Dragon Ball dal 2008 in poi. Il produttore di Toei Animation, Atsushi Kido, aveva già lavorato su Dragon Ball Z per un breve periodo durante l'arco di Freezer, mentre il produttore di Fuji TV Osamu Nozaki ha affermato di essere un fan della serie fin dall'infanzia.
La colonna sonora è composta da Norihito Sumitomo che già aveva creato le musiche per i recenti film e per l'ultima parte di Dragon Ball Kai. Le sigle di apertura sono: Chōzetsu☆Dynamic! (超絶☆ダイナミック!?, Chōzetsu Dainamikku) di Kazuya Yoshii dei The Yellow Monkey (episodi 1-76); Genkai Toppa×Survivor (限界突破×サバイバー?, Genkai Toppa Sabaibā) di Kiyoshi Hikawa (episodi 77-131). Le sigle finali sono: Hello Hello Hello (ハローハローハロー?, Harō Harō Harō) dei Good Morning America (episodi 1-12); Starring Star (スターリングスター?, Sutāringu Sutā) dei KEYTALK (episodi 13-25); Usubeni (薄紅?) dei Lacco Tower (episodi 26-36); Forever Dreaming dei Czecho No Republic (episodi 37-49); Yoka Yoka Dance dei Batten Shōjo-Tai (episodi 50-59); Chao Han Music (炒飯MUSIC?, Chāhan Myūjikku) di Arukara (episodi 60-72); Aku no tenshi to seigi no akuma (悪の天使と正義の悪魔?) dei The Collectors (episodi 73-83); Boogie Back (井上実優 デビューシングル) di Miyu Inoue (episodi 84-96); Haruka dei Lacco Tower (episodi 97-108) e By a 70cm Square Window dei RottenGraffty (episodi 109-121) e Lagrima di Onepixcel (episodi 122-131). Il testo di Chōzetsu☆Dynamic! è stato scritto da Yukinojo Mori, già autore di numerose canzoni del franchise.

## Media

### Anime
Il 14 giugno 2015 viene mostrato in anteprima un teaser trailer sulla nuova serie durante la messa in onda della puntata 157 di Dragon Ball Kai. La serie va in onda ogni domenica mattina su Fuji TV dal 5 luglio 2015, in sostituzione di Dragon Ball Kai, nel contenitore Dream 9 insieme alla serie One Piece. La serie viene distribuita in patria per l'home video dal dicembre 2015.
L'anime è il seguito di Dragon Ball e Dragon Ball Z (anche se non riprende direttamente dalla fine di quest'ultimo, in quanto si pone cronologicamente durante i dieci anni che intercorrono tra la sconfitta di Majin Bu e l'ultimo Torneo Tenkaichi mostrato in Dragon Ball Z), ed è collegato all'universo animato, poiché fa non solo uso di sequenze tratte dallo Z (in versione restaurata della serie Kai), ma utilizza i personaggi di circostanza che erano stati aggiunti all'epoca solo per la serie animata dallo staff del Bird Studio (spesso con il contributo di Akira Toriyama), quali Gregory, i discepoli di Mr. Satan (Karoni, Piroshiki e Piza), vengono riprese fisionomie e ambientazioni quali il Vegeta bambino con la capigliatura usata nell'anime e nello special TV Le origini del mito, Re Vegeta e la sua stanza reale, e menziona avvenimenti di circostanza che furono aggiunti, quali lo scambio dei corpi tra Bulma e il Capitano Ginew avvenuto su Namecc più l'arrivo di questi sulla Terra in forma di rana, e l'esperienza di Yamcha come giocatore di baseball.
In Italia i diritti sono stati acquistati da Mediaset e i primi 27 episodi della serie sono stati trasmessi su Italia 1 dal 23 dicembre 2016 all'8 gennaio 2017, mentre gli episodi dal 28 al 52 sono stati trasmessi dal 6 settembre al 10 ottobre 2017. Gli episodi dal 53 al 68 sono stati trasmessi dal 2 gennaio 2018 alle 14:35, e altri 8 episodi (due ogni sabato) dal 27 gennaio al 17 febbraio 2018. Dal 23 febbraio 2019 sono ripartiti gli episodi inediti con un nuovo pacchetto di episodi, dal 77 al 116, sempre su Italia 1, ogni sabato in seconda serata (tre o quattro episodi alla volta) fino al 25 maggio 2019. I restanti 15 episodi sono stati trasmessi su Italia 1 dal 7 al 29 settembre 2019 in prima tv ogni sabato e domenica tra le 9:00 e le 9:35 circa. La serie è stata poi trasmessa su Boing (in versione censurata delle scene più violente) e Cartoon Network dal 2018. Dall'8 novembre 2017 la serie è distribuita da Yamato Video in DVD e Blu-ray Disc col primo cofanetto che comprende il primo arco narrativo ripercorrendo il film Dragon Ball Z: La battaglia degli dei, ma la distribuzione è stata poi interrotta.
La serie Super è composta da diversi archi narrativi, i cui primi due sono i remake dei film d'animazione La battaglia degli dei e La resurrezione di 'F'. In mezzo a tali archi narrativi sono stati inseriti episodi filler o crossover come per esempio un episodio in cui Goku si scontra con Arale, protagonista di Dottor Slump & Arale, altra opera di Toriyama. 
Nel 2018 è uscito il primo film targato Super, intitolato Dragon Ball Super - Broly, ambientato cronologicamente dopo i fatti dell'anime. Sebbene l'anime sia terminato, il manga sta proseguendo ed è proprio ambientato dopo gli eventi del film Broly.
Nel 2022 è uscito un secondo film intitolato Dragon Ball Super - Super Hero collocato cronologicamente un anno prima gli eventi dell'ultimo Torneo Tenkaichi visto nella serie Z.

#### Doppiaggio
Masako Nozawa ha ripreso i ruoli di Son Goku, Son Gohan e Son Goten. Tutti i personaggi principali, antagonisti compresi, hanno le voci delle precedenti serie, eccetto quelli i cui doppiatori nel frattempo sono deceduti; in quel caso sono stati richiamati i doppiatori che li avevano sostituiti in Dragon Ball Kai, come ad esempio Hikaru Midorikawa su Tenshinhan, che sostituì Hirotaka Suzuoki, e di Unshō Ishizuka su Mr. Satan che sostituì Daisuke Gōri. Jōji Yanami, doppiatore giapponese di Re Kaioh, del padre di Bulma e voce narrante della serie, è stato temporaneamente sostituito durante la trasmissione della serie dal doppiatore Naoki Tatsuta (già voce di Olong) a partire dagli episodi 12 e 13, a causa di un infortunio che aveva già influito negativamente sulle prestazioni del doppiatore, soprattutto su Re Kaioh nelle puntate iniziali. Il 16 novembre 2017 muore Hiromi Tsuru, voce di Bulma dal primo episodio della prima serie, a causa di un malore mentre era alla guida della sua auto: l'ultimo episodio da lei doppiato è il 128, trasmesso oltre quattro mesi dopo la sua morte, mentre a partire dall'episodio 129 Bulma è doppiata da Aya Hisakawa.
Il doppiaggio italiano della serie è stato nuovamente affidato allo studio Merak Film di Milano per conto di Mediaset (fino all'episodio 76), che aveva lavorato a tutte le serie precedenti di Dragon Ball. Dall'episodio 77 il doppiaggio è stato affidato alla LogoSound di Sesto San Giovanni (città metropolitana di Milano). Il precedente direttore del doppiaggio dell'anime Paolo Torrisi, deceduto nel 2005, viene sostituito da Graziano Galoforo. Come per l'edizione originale, anche nel doppiaggio italiano sono stati richiamati i doppiatori delle precedenti serie laddove è stato possibile. Tuttavia il cambiamento più importante è quello della voce del protagonista Goku, che a causa della morte di Paolo Torrisi è ora doppiato da Claudio Moneta. Poco prima dell'inizio del primo episodio, vi è stato un piccolo tributo a Torrisi. Infatti è stata trasmessa una scena di Dragon Ball Z in cui Goku scaglia un'Onda Energetica contro Majin Bu, seguita da una scena in cui Goku, con la nuova voce di Claudio Moneta, la scaglia contro Beerus. Tale tributo è stato pubblicato anche sulla pagina Facebook di Italia 1. Tra i vari avvicendamenti al doppiaggio, da segnalare quello di Gianfranco Gamba (deceduto nel 2004), voce di Freezer, che viene sostituito da Federico Zanandrea; a partire dall'episodio 30 Piccolo viene doppiato da Luca Ghignone, dopo il ritiro dalle scene di Alberto Olivero (che l'ha doppiato fino all'episodio 27) per motivi di salute; infine, a metà dell'episodio 45, anche Trunks bambino cambia voce a causa della prematura scomparsa di Monica Bonetto, e viene ora doppiato da Patrizia Mottola. Inoltre, anche Kaiohshin dell'Est e Kibitoshin (quest'ultimo all'inizio della serie) cambiano voce: Giorgio Bonino, infatti, viene sostituito da Stefano Dalla Valle per Kaiohshin dell'Est e da Marco Benedetti per Kibitoshin (pur venendo in seguito assegnato a Dyspo, guerriero dell'Universo 11). A partire dal terzo pacchetto, la direzione del doppiaggio della serie è stata affidata a Claudio Moneta e Luca Sandri. L'adattamento dei dialoghi è stato effettuato da Alessandro Germano, Maria Pellegatta e Simone Lupinacci (ep. 1-52), Lydia Corbelli, Manuela Scaglione e Fabrizio Valezano (ep. 53-76), Ivo De Palma, Gianluca Iacono e Claudio Ridolfo (ep. 77-131).
La terminologia è rimasta invariata rispetto alle precedenti serie, tenendo i nomi modificati di alcuni personaggi (come Junior per Piccolo) e con la traduzione delle tecniche (per esempio Onda Energetica per indicare la Kamehameha, a eccezione del Galick Cannon di Vegeta). I dialoghi sono stati adattati in modo da glissare su argomenti di natura sessuale ed evitare riferimenti diretti al termine "dio", quest'ultimo sostituito con termini quali "signore", "entità superiore" o "essere supremo" (sebbene il termine "divinità" o l'aggettivo "divino" vengano pronunciati in alcune occasioni). Tuttavia non è presente, almeno nei primi due pacchetti, la censura dei termini quali "morte" o "uccidere" (mentre nel terzo vengono omessi e cambiati in "perdere la vita" ed "eliminare"), né la semplificazione culturale dei nomi giapponesi delle pietanze (come per esempio il takoyaki o i daifuku) e dei nuovi personaggi (fatta eccezione per il Gran Sacerdote, il quale viene rinominato Gran Consigliere).

#### Colonne sonore
La colonna sonora dell'anime è stata composta da Norihito Sumitomo ed è stata pubblicata in due CD il 24 e 28 febbraio 2018 dall'etichetta Nippon Colombia.

### Manga

Copertina del primo volume dell'edizione italiana

Dragon Ball Super ha ricevuto anche un adattamento manga, scritto e disegnato da Toyotarō sotto la supervisione di Akira Toriyama. La produzione dell'opera risale al 2015, quando Toyotarō (che aveva già realizzato l'adattamento manga del film Dragon Ball Z - La resurrezione di 'F') venne scelto da Akira Toriyama in persona per curare la parte grafica anche dell'adattamento manga di Dragon Ball Super. La serializzazione ha avuto inizio a partire dal numero del 22 giugno 2015 della rivista V Jump. Il manga è stato annunciato al Lucca Comics 2016 per approdare in Italia nel 2017 ad opera della casa editrice Star Comics. La traduzione dei testi è curata da Michela Riminucci, con l'adattamento di Anna Giuliani e il lettering realizzato da Christian Biscaro.
Durante la produzione del manga Akira Toriyama e Toyotarō lavorano separatamente, senza mai avere un contatto diretto. Toriyama, infatti, si limita a realizzare degli appunti e delle idee in formato testo su cui Toyotarō sviluppa gli storyboard e, successivamente, le singole illustrazioni. Toyotarō non può discostarsi più di tanto dalla storia ideata da Toriyama, ma in compenso ha una libertà creativa piuttosto larga da un punto di vista grafico.
Inizialmente la pubblicazione del manga anticipava gli avvenimenti dell'anime, ma essendo una serializzazione mensile e pur sintetizzando molto il primo arco narrativo e saltando totalmente il secondo, alla fine la trasmissione dell'anime ha superato il manga. Questa condizione porta a riscontrare molte differenze tra il manga e l'anime, in quanto la serie animata, in più di un'occasione, ha scelto di non specificare o di omettere dei dettagli perché non segue le linee guida del manga. L'opera cartacea, dunque, essendo indietro e controllata da Toriyama e Toyotarō, tende sia a snellire la narrazione, eliminando parti superflue, e ad aggiungerne altre che facciano chiarezza sui buchi narrativi presenti nell'anime, in certi casi modificando anche alcuni avvenimenti che vengono narrati in maniera leggermente diversa tra le due opere. Per esempio, nel manga, al contrario dell'anime, viene specificato com'è nato il nome di "Super Saiyan blu" (suggerito da Whis) e il motivo dei capelli rosa nella trasformazione di Black Goku (il Super Saiyan Rosé, infatti, non è altro che la versione Super Saiyan God Super Saiyan di Black Goku).

#### Volumi
| Nº | Titolo italiano Giapponese 「Kanji」 - Rōmaji | Data di prima pubblicazione             | Data di prima pubblicazione                                                                |
| Nº | Titolo italiano Giapponese 「Kanji」 - Rōmaji | Giapponese                              | Italiano                                                                                   |
| 1  | I guerrieri del Sesto universo 「第６宇宙の戦士たち」 - Dai Roku Uchū no senshi-tachi | 4 aprile 2016 ISBN 978-4-08-880661-7    | 26 aprile 2017 ISBN 978-88-226-0433-0                                                      |
| 1  | Capitoli - 1. Il sogno premonitore del Dio della Distruzione (破壊神の予知夢?, Hakaishin no yochimu) - 2. La disfatta di Goku (孫悟空の敗北?, Son Gokū no haiboku) - 3. L'ira di Beerus (ビルスの怒り?, Birusu no ikari) - 4. Dio e Dio (神と神?, Kami to kami) - 5. Beerus e Champa (ビルスとシャンパ?, Birusu to Shanpa) - 6. I preparativi per il torneo (大会の準備?, Taikai no junbi) - 7. I guerrieri del Sesto universo (第６宇宙の戦士たち?, Dai Roku Uchū no senshi-tachi) - 8. Cominciano gli incontri! (試合開始?, Shiai kaishi) - 9. Goku VS. Botamo (悟空ＶＳボタモ?, Gokū bāsasu Botamo) |                                         |                                                                                            |
| 1  | Trama Trascorso ormai del tempo dalla sconfitta di Majin Bu sul pianeta Terra è tornata la pace. Il Dio della Distruzione Beerus si risveglia dopo un lungo sonno e, accompagnato dal suo servitore Whis, si mette in cerca di un potente avversario comparsogli in sonno e chiamato "Super Saiyan God". Sfidati i Saiyan sconfigge rapidamente Goku e minaccia di distruggere la Terra. Grazie all'energia di Vegeta, Goten, Trunks, Gohan e Pan, ancora in grembo a Videl, Goku si trasforma nel Super Saiyan God e affronta Beerus; lo scontro finisce in parità ma il Dio della Distruzione, colpito dalla forza dell'avversario, decide comunque di risparmiare la Terra. Tempo dopo Goku e Vegeta sono diventati allievi di Whis e hanno raggiunto un nuovo stadio di Super Saiyan God chiamato "Super Saiyan blu". In tale forma sconfiggono Freezer, tornato in vita, che si è recato sulla Terra per cercare vendetta. Champa, il fratello gemello di Beerus e Dio della Distruzione del Sesto universo, sfida Beerus in un torneo di arti marziali in cui mettono in palio i loro rispettivi universi e le Super Sfere del Drago. Beerus recluta Goku, Vegeta, Piccolo, il misterioso Monaka, a detta del Dio addirittura più forte di lui, e Majin Bu: quest'ultimo però fallisce all'esame scritto iniziale e pertanto non può partecipare. Il primo a salire sul ring è Goku, che sconfigge facilmente Botamo, un guerriero dall'elevata resistenza. Il secondo lottatore a salire sul ring per il Sesto universo è Frost, un alieno della stessa specie di Freezer ma apparentemente buono. |                                         |                                                                                            |
| 2  | L'universo vincitore 「優勝宇宙、ついに決定！！」 - Yūshō Uchū, tsui ni kettei!! | 2 dicembre 2016 ISBN 978-4-08-880867-3  | 24 maggio 2017 ISBN 978-88-226-0502-3                                                      |
| 2  | Capitoli - 10. La verità su Frost (フロストの正体?, Furosuto no shōtai) - 11. Entra in scena Vegeta (ベジータ登場!!?, Bejīta tojo!!) - 12. L'orgoglio dei Saiyan (サイヤ人の誇り?, Saiyan no hokori) - 13. L'universo vincitore (勝利の宇宙が最終的に決めた?, Shōri no uchū ga saishūteki ni kimeta) - 14. Un S.O.S. dal futuro (未来からの S.O.S.!!?, Mirai kara no esuōesu) - 15. Hope - Una nuova speranza (HOPE!!再び?, Kibō!! Futabi) |                                         |                                                                                            |
| 2  | Trama Goku affronta Frost ma a un certo punto il Saiyan comincia a sentirsi strano e viene sconfitto. Sul ring sale Piccolo ma subisce la stessa sorte, così Jaco si accorge che Frost sta barando usando un ago stordente. L'alieno viene squalificato e Goku e Piccolo riammessi al torneo, tuttavia Vegeta chiede di far ripescare anche Frost e prende il posto di Piccolo, così affronta l'alieno sconfiggendolo facilmente; poi deve vedersela prima con il metalman Magetta e dopo con il Saiyan Cabba e in entrambi i casi conquista la vittoria. Successivamente Vegeta affronta Hit, il quale lo batte impiegando una tecnica particolare. Scende in campo Goku che scopre che la tecnica di Hit consiste nel fermare il tempo di un secondo e lo neutralizza con uno stratagemma, ma poi si ritira perché vuole vedere Monaka lottare contro Hit. Quest'ultimo finge di farsi sconfiggere per ripagare la gentilezza di Goku e il Settimo universo vince quindi il torneo. Sul luogo giunge Zeno, il re dei dodici universi, che annuncia la sua intenzione di organizzare un altro torneo dove si affronteranno i migliori guerrieri dei dodici universi. Beerus usa le Super Sfere del Drago per ricreare la Terra del Sesto Universo e tutti tornano a casa. Nel frattempo il futuro alternativo di Trunks è devastato da un guerriero noto come "Black Goku"; Trunks, riuscito a fuggire nel passato grazie al sacrificio di Mai, chiede aiuto a Goku e compagni e fa la conoscenza di Beerus e Whis. |                                         |                                                                                            |
| 3  | Il piano "zero umani" 「人間0計画」 - Ningen zero keikaku | 2 giugno 2017 ISBN 978-4-08-881084-3    | 25 ottobre 2017 ISBN 978-88-226-0748-5                                                     |
| 3  | Capitoli - 16. Il passato di Trunks del futuro ("未来"トランクスの過去?, "Mirai" Torankusu no kako) - 17. Zamasu, aspirante Kaiohshin del Decimo universo (次期第10宇宙界王神候補ザマス?, Jiki Dai Jū Uchū Kaiōshin Kōho Zamasu) - 18. La vera identità di Black Goku (ゴクウブラックの正体?, Gokū Burakku no shōtai) - 19. Un altro Zamasu (別のザマス?, Betsu no Zamasu) - 20. Il piano "zero umani" (人間0計画?, Ningen zero keikaku) |                                         |                                                                                            |
| 3  | Trama Trunks rivela che è diventato l'allievo del Kaiohshin della sua epoca e che ha affrontato il mago Badidy impedendo il risveglio di Majin Bu ma successivamente è giunto Black Goku a provocare morte e distruzione. Nella linea temporale principale, Kaiohshin e Kibith (separati grazie alle Sfere del Drago di Namecc) si recano a far visia a Gowasu e al suo allievo Zamasu. Quest'ultimo si interessa a Goku e ottiene da Zuno delle informazioni sulle Super Sfere del Drago. Tornato a casa, Gowasu gli rivela l'esistenza degli anelli del tempo con cui è possibile viaggiare nel futuro e creare linee temporali alternative. Intanto Goku si reca assieme a Whis e Kaiohshin alla dimora del re delle divinità dove fa la conoscenza del Grande Sacerdote e diventa amico di Zeno. In seguito Goku e gli altri risalgono alla vera identità di Black Goku, che si rivela essere Zamasu che ha utilizzato le Super Sfere del Drago per scambiarsi di corpo con il Saiyan per poi andare nel futuro di Trunks. Così Beerus e Whis vanno da Gowasu e il primo uccide Zamasu. Nel frattempo Goku, Vegeta e Trunks giungono nel futuro e affrontano Black e Zamasu in un duro scontro e scoprono alcuni importanti dettagli del loro piano di sterminio dei mortali. Goku e Vegeta vengono sconfitti e perciò tornano nel passato grazie a Trunks e Mai, quest'ultima ancora viva, per prepararsi alla battaglia finale. |                                         |                                                                                            |
| 4  | L'ultima speranza 「HOPEへのラスチャンティント」 - Kibō e no rasuto chansu | 2 novembre 2017 ISBN 978-4-08-881163-5  | 26 aprile 2018 ISBN 978-88-226-0988-5                                                      |
| 4  | Capitoli - 21. L'ultima speranza (HOPE へのラストチャンス?, Kibō e no rasuto chansu) - 22. L'ultima carta di Zamasu (ザマスの最終手段?, Zamasu no saishū shudan) - 23. L'autentico valore dei Potara (ポタラの真価?, Potara no shinka) - 24. L'evoluzione di Son Goku (孫悟空の進化?, Son Gokū no shinka) |                                         |                                                                                            |
| 4  | Trama Una volta tornati nel passato, Goku va dal maestro Muten per imparare la tecnica della Mafuba mentre Vegeta si allena nella Stanza dello Spirito e del Tempo. Nel frattempo Trunks e Mai vengono salvati dal Kaiohshin dell'Est e Gowasu, poi quest'ultimo tenta di far ragionare Black, il suo ex allievo, ma questi lo trafigge al petto. Goku e Vegeta tornano nel futuro e iniziano a combattere contro i due nemici, mentre Trunks cura Gowasu con un senzu. Vegeta si trasforma in Super Saiyan God e mette alle strette Black usando una strategia. Goku utilizza la Mafuba contro Zamasu riuscendo a imprigionarlo, ma senza il sigillo per chiudere il vaso il nemico si libera. Il combattimento prosegue e Black e Zamasu vengono messi alle strette, perciò si fondono con gli orecchini Potara dando forma a "Zamasu fuso". Il nemico sconfigge facilmente Goku e Vegeta, così anche loro si fondono con i Potara diventando Vegeth. Gowasu rivela che la fusione Potara tra i Kaiohshin è permanente altrimenti dura un'ora, quindi la fusione di Zamasu dovrebbe sciogliersi in questo lasso di tempo. Vegeth si dimostra superiore a Zamasu, ma i due Saiyan usano tutte il potere della fusione facendola sciogliere prematuramente e vengono messi alle strette. Trunks rivela di aver acquisito i poteri curativi degli apprendisti Kaiohshin e li usa per curare Goku, così quest'ultimo raggiunge lo stadio del "Super Saiyan blu definitivo" senza consumare tutte le energie. In questa forma inizia a combattere contro Zamasu, riuscendo a tenergli testa. |                                         |                                                                                            |
| 5  | Scontro finale!! Addio, Trunks! 「決戦!さらばトランクス」 - Kessen! Saraba Torankusu | 2 marzo 2018 ISBN 978-4-08-881447-6     | 24 ottobre 2018 ISBN 978-88-226-1068-3 (ed. regolare) ISBN 978-88-226-1184-0 (ed. variant) |
| 5  | Capitoli - 25. Goku o Zamasu?! (悟空か!?ザマスか!??, Gokū ka Zamasu ka!?) - 26. Scontro finale!! Addio, Trunks! (決戦!さらばトランクス?, Kessen! Saraba Torankusu) - 27. Allenamenti e vita quotidiana... (修行と日常 そして...?, Shugyō to nichijō soshite...) - 28. Gli Dei della Distruzione dei dodici universi (12宇宙の破壊神?, Jū Ni Uchū no Hakaishin) |                                         |                                                                                            |
| 5  | Trama Il Saiyan tenta di sconfiggere l'avversario utilizzando la tecnica della distruzione, ma Zamasu riesce a salvarsi sfruttando Mai come scudo. Poiché Goku è in balia del nemico, Trunks tenta di dargli una mano ma viene sconfitto. La durata della fusione termina, ma Zamasu non intende dividersi e mentre cerca di mantenere il proprio corpo, Trunks separa Black Goku da Zamasu. Tuttavia Black e Zamasu si rialzano, assumono entrambi le sembianze della fusione e colpiscono Goku, così Vegeta interviene per disintegrarli ma si creano altri Zamasu. I Saiyan vogliono tornare nel passato per recuperare le forze ma Zamasu si moltiplica numerose volte creando un esercito di copie di sé, allora Goku convoca Zeno con il pulsante datogli e questi cancella tutto il multiverso con tutti gli Zamasu. Il resto dei protagonisti si mette in salvo con la macchina e gli anelli del tempo, poi Goku e Trunks tornano indietro per recuperare lo Zeno del futuro e lo conducono dalla sua controparte del presente e i due decidono di vivere insieme. I due Saiyan fanno ritorno sulla Terra e qui Whis afferma che Trunks e Mai possono utilizzare la macchina del tempo per arrivare in un momento della storia prima dell'attuazione del piano di Zamasu e informare Beerus di quell'epoca affinché distrugga Zamasu, tuttavia rischieranno di convivere con le loro controparti di quell'epoca. Trunks e Mai accettano e partono per quel futuro. Un anno dopo Vegeta ha raggiunto lo stadio del Super Saiyan blu definitivo e Bulma è incinta. I due Zeno indicono il torneo tra tutti gli universi, a cui Goku decide di prendere parte. |                                         |                                                                                            |
| 6  | Super guerrieri, a raccolta! 「集まれ超戦士たち」 - Atsumare chō senshi-tachi! | 4 giugno 2018 ISBN 978-4-08-881501-5    | 23 gennaio 2019 ISBN 978-88-226-1185-7                                                     |
| 6  | Capitoli - 29. Toppo, aspirante Dio della Distruzione dell'Undicesimo universo (第11宇宙破壊神候補トッポ?, Dai Jū Ichi Uchū Hakaishin Kōho Toppo) - 30. L'uomo di nome Jiren (ジレンという男?, Jiren to iu otoko) - 31. Super guerrieri, a raccolta! (集まれ超戦士ち?, Atsumare chō senshi-tachi!) - 32. Super guerrieri, a raccolta! (2ª parte) (集まれ超戦士ち!2?, Atsumare chō senshi-tachi! 2) |                                         |                                                                                            |
| 6  | Trama I due Zeno richiedono un incontro dimostrativo alla presenza loro e degli Dei della Distruzione a cui prendono parte Goku e Toppo, un guerriero dell'Undicesimo universo nonché candidato a diventare il prossimo Dio della Distruzione del suo universo. Goku finisce per cadere fuori dal ring e Toppo afferma che esiste un guerriero più forte di lui, ovvero Jiren. Finita la sfida il Grande Sacerdote comunica alle divinità che tale torneo tra gli universi si chiamerà Torneo della Potenza e che gli universi sconfitti sarebbero stati cancellati; fanno eccezione il Primo, il Quinto, l'Ottavo e il Dodicesimo universo in quanto ritenuti i migliori. L'evento si terrà nel Mondo del Vuoto, dove ogni universo dovrà formare una squadra di dieci membri, e il vincitore potrà esprimere un desiderio con le Super Sfere del Drago. Così tutti i presenti fanno ritorno nei rispettivi universi e danno inizio ai preparativi: nell'Undicesimo universo il dio Vermound chiama a sé il potente Jiren, mentre nel Sesto universo Champa chiede a Cabba di reclutare le Saiyan Caulifla e Kale. Nel Settimo universo Goku invece forma una squadra composta da Vegeta, Crilin, Muten, Tenshinhan, Numero 18, Piccolo, Gohan, Numero 17 e Majin Bu. Quest'ultimo però cade in letargo e perciò Goku è costretto a reclutare Freezer, il quale si aggiunge alla squadra chiedendo però di farsi resuscitare in caso di vittoria. |                                         |                                                                                            |
| 7  | Gara di sopravvivenza tra universi: inizia il Torneo della Potenza! 「宇宙サバイバル！力の大会開始！」 - Uchū Sabaibaru! Chikara no Taikai Kaishi! | 4 settembre 2018 ISBN 978-4-08-881575-6 | 24 aprile 2019 ISBN 978-88-226-1321-9                                                      |
| 7  | Capitoli - 33. Gara di sopravvivenza tra universi: inizia il Torneo della Potenza! (宇宙サバイバル! 力の大会開始!?, Uchū Sabaibaru! Chikara no Taikai Kaishi!) - 34. La prima eliminazione (最初の消滅宇宙?, Saisho no shōmetsu uchū) - 35. Hit VS. Jiren (ヒットvs.ジレン?, Hitto bāsasu Jiren) - 36. Dei guerrieri particolari (個性的な選手たち?, Kosei-tekina senshu-tachi) |                                         |                                                                                            |
| 7  | Trama Il giorno del Torneo della Potenza le sette squadre degli universi sfidanti raggiungono il Mondo del Vuoto. Poco prima dell'inizio degli scontri Goku conosce Jiren mentre Freezer stringe un'alleanza con Frost. Il torneo ha inizio e 17, Freezer, 18 e Vegeta eliminano svariati avversari mentre Goku cerca di attirare l'attenzione di Jiren. Intanto Crillin e Tenshinan vengono eliminati a tradimento da Frost, che su ordine di Freezer sconfigge ben sette guerrieri del Nono Universo prima di essere a sua volta tradito e buttato fuori dal ring: Freezer va poi ad aiutare Gohan e Piccolo nell'affrontare Basil, Lavanda e Bergamo, eliminando così il Nono Universo. Dopo aver sconfitto Toppo e Dyspo dell'Undicesimo Universo Goku si allea con Hit per fronteggiare Jiren, ma dopo una lotta impari l'assassino viene eliminato. Nel frattempo Vegeta si batte con Toppo mentre Numero 17 elimina Botamo prima di affrontare il Decimo Universo con Piccolo e Gohan. Numero 18 intanto sconfigge Ribrianne del Secondo Universo e le sue compagne, ma viene subito dopo attaccata da Gamisaras e Damom, guerrieri invisibili del Quarto Universo che la scagliano fuori dal ring. Piccolo sconfigge Gamisaras ma viene buttato fuori dal ring nello stesso modo da Damom, che a sua volta è sconfitto da Goku e Numero 17. |                                         |                                                                                            |
| 8  | Il segno del risveglio di Son Goku 「孫悟空覚醒の”兆”」 - Son Gokū kakusei no "kizashi" | 4 dicembre 2018 ISBN 978-4-08-881649-4  | 24 luglio 2019 ISBN 978-88-226-1453-7                                                      |
| 8  | Capitoli - 37. Il risveglio della Super Saiyan Kale (覚醒!超サイヤ人ケール?, Kakusei!Supa Saiya-jin Kēru) - 38. L'ultima chance del Sesto universo (第6宇宙の最終手段?, Dai Roku Uchū no saishū shudan) - 39. Il segno del risveglio di Son Goku (孫悟空覚醒の”兆”?, Son Gokū kakusei no "kizashi") - 40. Jiren contro il Settimo universo (ジレンＶＳ第7宇宙?, Jiren bāsasu Dai nana Uchū) |                                         |                                                                                            |
| 8  | Trama Caulifla mette alle strette Freezer, il quale però si trasforma in Golden Freezer e ribalta la situazione. La giovane Saiyan non riesce a prevalere neanche con l'aiuto di Cabba e Kale, così quest'ultima si infuria e raggiunge lo stadio del Super Saiyan Berserker e mette in seria difficoltà il tiranno spaziale, che viene salvato in extremis da Goku. Kale, completamente fuori controllo, attacca chiunque veda sul ring e fa rapidamente piazza pulita eliminando i guerrieri rimanenti del Secondo Universo, del Terzo Universo, del Quarto Universo e del Decimo Universo: nella sua furia tuttavia elimina anche i suoi compagni Magetta, Saonel e Pilina, rischiando di autodistruggersi per via del suo potere. I guerrieri dell'Undicesimo universo le si scagliano contro e arrivano ad un passo dall'eliminarla, ma Caulifla decide di indossare il secondo Potara e grazie al sacrificio di Cabba riesce a fondersi con lei diventando Kefla, che con la sua potenza sconfigge gli avversari con facilità: in seguito la fusione affronta Gohan e i due Sayan si eliminano in un duello alla pari. Nel frattempo Numero 17 e Muten affrontano Dyspo e il generale Kahseral quest'ultimo viene eliminato dal maestro, che osservando Goku non riuscire a scalfire Jiren esorta l'ex discepolo a concentrarsi sui movimenti e a lasciarsi andare. Poco dopo Muten sfida Jiren, ma nonostante il suo coraggio viene facilmente sconfitto: qualcosa tuttavia scatta in Goku, che riesce a superare il "muro" imposto dagli allenamenti di Whis riuscendo ad accedere all'Quintessenza dell'istinto. Con questa tecnica Goku riesce a colmare il divario con Jiren, ma non è ancora in grado di utilizzare a pieno questo potere e viene facilmente sconfitto. Vedendo i progressi del rivale,Vegeta ferisce gravemente Toppo e va ad affrontare Jiren, ma viene a sua volta neutralizzato. Intanto Dyspo corre a salvare Toppo, ormai esausto, ma i due vengono eliminati con astuzia da Freezer, che tuttavia viene sconfitto da Jiren: Numero 17 tenta allora di autodistruggersi per eliminare il campione dell'Undicesimo Universo, ma anche il suo sacrificio non è risolutivo. Colpito dalla morte del cyborg, Goku mantiene il cuore calmo e torna in scena raggiungendo nuovamente l'Ultra Istinto, preparandosi allo scontro finale con Jiren. |                                         |                                                                                            |
| 9  | La conclusione dell'incontro e l'epilogo del torneo 「決着と結末」 - Ketchaku to ketsumatsu | 4 aprile 2019 ISBN 978-4-08-881811-5    | 23 ottobre 2019 ISBN 978-88-226-1537-4                                                     |
| 9  | Capitoli - 41. La quintessenza dell'istinto (身勝手の極意?, Migatte no gokui) - 42. La conclusione dell'incontro e l'epilogo del torneo (決着と結末?, Ketchaku to ketsumatsu) - 43. I nuovi agenti della Pattuglia galattica! (銀河パトロール隊?, Ginga Patorōru Nyūtai) - 44. Molo il fuggitivo (脱獄囚モロ?, Datsugoku shū Moro) |                                         |                                                                                            |
| 9  | Trama Mentre Goku duella con Jiren, Vermoud spiega ai Pride Troopers che il guerriero dell'Undicesimo Universo vuole resuscitare il suo maestro Gicchin per farsi riconoscere come suo degno successore. Durante lo scontro Goku riesce a raggiungere l'Ultra Istinto completo e ha la meglio sull'avversario, ma la forma consuma troppe energie e presto torna allo stadio base, venendo salvato da Vegeta. Ormai privi di alternative, i due rivali uniscono le loro forze contro Jiren e riescono a metterlo in crisi mentre Vermound rivela che l'ultimo insegnamento di Gicchin per il suo allievo era scoprire il valore del gioco di squadra. Dopo essere sopravvissuto ad un attacco combinato dei sayan Jiren riesce ad eliminare Vegeta, ma prima di fare lo stesso con Goku interviene il redivivo Freezer, che con l'aiuto del suo mortale nemico riesce a scagliarsi fuori dal ring insieme al campione dell'Undicesimo Universo: contemporaneamente Numero 17, che aveva finto la sua morte in accordo col tiranno spaziale, riemerge dalle macerie dell'arena vincendo di conseguenza il Torneo della Potenza. Il cyborg usa le Super Sfere del Drago per ricreare tutti gli universi cancellati, e ogni squadra può così tornare nel rispettivo universo, mentre Whis riporta permanentemente in vita Freezer. In seguito alla battaglia contro il Saiyan Broly [non raccontata nel manga], la Pattuglia Galattica guidata da Merus prende Majin Bu in custodia in quanto hanno bisogno del suo aiuto perché nel suo corpo è ancora assimilato il Grande Kaiohshin, il quale dieci milioni di anni fa sigillò i poteri del malvagio stregone Molo che con la sua magia portò all'estinzione di numerosi pianeti e che per tutto questo tempo è stato prigioniero della Pattuglia Galattica. Dopo aver recuperato un po' della sua magia, Molo fugge con Cranberry, ex soldato di Freezer, che lo porta su Nuovo Namecc dopo averlo informato dell'esistenza delle Sfere del Drago. Goku e Vegeta decidono di aiutare la Pattuglia Galattica e perciò prima arrestano i Fratelli Macareni e poi si dirigono su Nuovo Namecc dove incontrano Molo, che si prepara ad affrontare i due Saiyan. |                                         |                                                                                            |
| 10 | Il desiderio di Molo 「モロの願い」 - Moro no Negai | 2 agosto 2019 ISBN 978-4-08-882034-7    | 29 gennaio 2020 ISBN 978-88-226-1719-4                                                     |
| 10 | Capitoli - 45. Il potere magico di Molo (モロの魔法?, Moro no mahō) - 46. Il crepuscolo di Namecc (衰耗するナメック星?, せい, Suikō-suru Namekku-sei) - 47. Il furto delle sfere del drago (奪われたドラゴンボール?, Ubawareta Doragon Bōru) - 48. Il desiderio di Molo (モロの願い?, Moro no negai) |                                         |                                                                                            |
| 10 | Trama Vegeta e Goku combattono contro Molo, il quale riesce a dominare la battaglia per merito delle sue arti magiche, manipolando l'energia del pianeta contro di loro e assorbendo la forza vitale dei due guerrieri, tanto che non riescono più a trasformarsi in Super Saiyan. Molo riesce a sconfiggerli e assorbe la loro forza vitale tornando giovane. Goku e Vegeta, dopo tre giorni, riescono a recuperare le loro forze grazie alle cure di Moori ed Esca. Molo e Cranberry recuperano sei sfere dai diversi villaggi, sterminando gran parte dei namecciani, e si preparano a recuperare l'ultima sfera custodita da Moori; siccome Goku e Vegeta non hanno ancora recuperato le forze, arrivano ad aiutarli Meerus, Jaco e Irico giunti su Nuovo Namecc insieme a Majin Bu. Per merito di tecniche di ipnotismo e aromaterapia la Pattuglia Galattica fa riemergere la coscienza del Grande Kaiohshin. Majin Bu combatte contro Molo mettendolo alle strette, mentre Cranberry uccide Moori ottenendo la settima sfera e, usando una speciale apparecchiatura, costringe Esca a invocare Polunga per esprimere i tre desideri. Cranberry chiede al drago di guarirlo dalle ferite e di far recuperare a Molo il pieno vigore del suo potere magico. Molo, rinvigorito, uccide Cranberry, e usando la sua apparecchiatura costringe Esca a esprimere il terzo desiderio; poi inizia a prosciugare Nuovo Namecc di tutta la sua forza. Majin Bu con i suoi poteri restituisce a Goku e Vegeta tutta la forza che prima avevano perso, infine il Grande Kaiohshin si sostituisce temporaneamente a Majin Bu. |                                         |                                                                                            |
| 11 | La grande fuga 「大脱走」 - Dai dassō | 4 dicembre 2019 ISBN 978-4-08-882154-2  | 27 maggio 2020 ISBN 978-88-226-1846-7                                                      |
| 11 | Capitoli - 49. Battaglia nello spazio (宇宙空間バトル?, Uchū kūkan batoru) - 50. La grande fuga (大脱走?, Dai dassō) - 51. Strade separate (それぞれの行動?, Sorezore no kōdō) - 52. Gli allenamenti di Goku e Vegeta (悟空とベジータの修業?, Gokū to Bejīta no shugyō) |                                         |                                                                                            |
| 11 | Trama Goku, Vegeta, Merus e il Grande Kaiohshin combattono contro Molo, tuttavia il Grande Kaiohshin scopre di non avere più il potere di sigillare la magia del nemico. I detenuti che erano stati rinchiusi nella Prigione Galattica, sotto la guida di Saganbo, evadono per merito del terzo desiderio espresso a Polunga, raggiungono Nuovo Namecc e affrontano i cinque guerrieri riuscendo a sopraffarli grazie all'energia fornitagli da Molo. Goku e il Grande Kaiohshin si teletrasportano al quartier generale della Pattuglia Galattica insieme a Esca, Merus e Jaco, mentre Vegeta costringe Irico a portarlo sul pianeta Yardrat. Molo riesce a drenare tutta la forza da Nuovo Namecc diventando ancora più giovane e potente; inoltre i prigionieri evasi invadono i vari pianeti permettendo a Molo di nutrirsi della loro forza vitale, compreso il pianeta Zoon. Il Grande Kaiohshin lascia nuovamente il posto a Majin Bu, che ricade in uno stato di sonno profondo. Goku intanto, avendo capito che solo con l'Ultra Istinto potrà battere Molo, chiede a Merus di aiutarlo con gli allenamenti. I Fratelli Macareni, pure loro evasi dalla prigione, vanno sulla Terra e lì combattono contro Piccolo, che li sconfigge, ma i tre criminali segnalano la loro posizione attirando altri prigionieri sulla Terra. Su Yardrat Vegeta conosce Pybara, colui che in passato insegnò a Goku la tecnica della trasmissione istantanea. Vegeta ritiene che imparando a padroneggiare lo stesso potere degli yardratiani saprà sconfiggere Molo. Intanto Goku e Merus si allenano insieme su un pianeta dove è possibile accedere a un'altra Stanza dello Spirito e del Tempo dove Goku intende imparare a padroneggiare l'Ultra Istinto. |                                         |                                                                                            |
| 12 | La vera identità di Merus 「メルスの正体」 - Merusu no shōtai | 3 aprile 2020 ISBN 978-4-08-882264-8    | 28 ottobre 2020 ISBN 978-88-226-1961-7                                                     |
| 12 | Capitoli - 53. La banda di ladri galattici di Saganbo (サガンボ銀河強盗団?, Saganbo ginga gōtō-dan) - 54. Gohan VS. Seven-Three (孫梧飯ＶＳセブンスリー?, Son Gohan buiesu Sebunsurī) - 55. La vera identità di Merus (メルスの正体?, Merusu no shōtai) - 56. Guerrieri della Terra, a raccolta! (地ち球きゅう戦せん士し集しゅう結けつ?, Chikyū senshi shūketsu) |                                         |                                                                                            |
| 12 | Trama Seven-Three, Shimorekka e Yunba, alcuni dei sicari più pericolosi di Molo, fanno sosta su un pianeta alieno e qui Seven-Three, un essere artificiale in grado di replicare le abilità altrui, copia il potere di generare dei varchi per il teletrasporto, così lui e gli altri raggiungono la Terra in pochi istanti. Gohan, Piccolo e Crilin li affrontano in una battaglia venendo sconfitti, specialmente per via di Seven-Three, il quale aveva ricopiato il potere di Molo. Lo stesso Molo ordina ai tre mercenari di ritirarsi, sperando che Goku e Vegeta gli permettano di assorbire ancora più forza quando dovrà affrontarli. I tre nemici abbandonano la Terra, mentre Vegeta continua ad allenarsi su Yardrat affrontando Yuzun, un sicario di Molo, che muore a causa della sua stessa tecnica. Whis teletrasporta via Goku e Merus dalla Stanza dello Spirito e del Tempo, costringendoli a interrompere l'allenamento. Merus confessa a Goku di essere un angelo e che per rendere più completo il suo addestramento si era unito alla Pattuglia Galattica, ma Whis ritiene che ora debba tornare nel mondo angelico, dato che durante l'allenamento con Goku era pronto a combattere al pieno della sua forza, andando contro le leggi angeliche. Tra l'altro Whis aveva intuito che nell'eventualità in cui Goku non fosse stato capace di battere Molo probabilmente Merus lo avrebbe sconfitto personalmente. Goku usa la sua navicella per raggiungere la Terra, dove i suoi compagni stanno affrontando i mercenari di Molo, mentre i membri della Pattuglia Galattica hanno il compito di catturarli una volta sconfitti. Vegeta, nonostante percepisca la battaglia che si sta svolgendo sulla Terra, decide di aspettare ancora un po' in quanto deve affinare la tecnica che dovrebbe permettergli di battere Molo. |                                         |                                                                                            |
| 13 | A ciascuno la sua battaglia 「それぞれの戦い」 - Sorezore no tatakai | 4 agosto 2020 ISBN 978-4-08-882391-1    | 24 febbraio 2021 ISBN 978-88-226-2123-8                                                    |
| 13 | Capitoli - 57. A ciascuno la sua battaglia (それぞれの闘い?, Sorezore no tatakai) - 58. Arriva Son Goku! (孫悟空到着?, Son Gokū tōchaku) - 59. Il segno della quintessenza dell'istinto (話 発動！身勝手の極意"兆"?, Hatsudō! Migatte no gokui "kizashi") - 60. L'errore di calcolo di Merus (メルスの誤算?, Merusu no gosan) |                                         |                                                                                            |
| 13 | Trama Crilin riesce a sconfiggere Yunba, poi corre ad aiutare il maestro Muten, in difficoltà contro Miza, Iwasa e Kikaza. Tenshinhan e Jiaozi, dopo aver sconfitto insieme Quoitur, salvano Yamcha da Zauyogi, il braccio destro di Saganbo, che si dimostra in grado di tenere testa ai tre contemporaneamente. Sconfitto il trio di avversarie, queste si fondono in un'unica guerriera che mette in difficoltà il maestro Muten e Crilin. Nel frattempo Seven-Three e Shimorekka, ormai sconfitti, vengono salvati da Molo e Saganbo, ritirandosi sulla loro astronave: poi Saganbo, potenziato dallo stregone, combatte contemporaneamente con Gohan, Numero 17, Numero 18, Piccolo e Jaco. Percependo il pericolo, Goku si teletrasporta sulla Terra e aiuta gli amici sconfiggendo con estrema facilità Zauyogi e la fusione di Miwa, Iwasa e Kikaza. Il Saiyan duella poi con Saganbo battendolo, ma poi il criminale muore per via della troppa energia fornitagli da Molo. Mentre Whis e Merus osservano lo scontro dal pianeta di Beerus, Goku raggiunge l'Ultra Istinto incompleto e inizia un duro duello con Molo: lo scontro è alla pari ma il Saiyan è in difficoltà poiché può reggere la tecnica divina per poco tempo. Goku rischiando di perdere prova a combinare il Super Saiyan blu all'Ultra Istinto, ma l'esperimento fallisce e viene sconfitto da Molo, salvandosi solo grazie all'intervento di Numero 17 e Numero 18. Vegeta nel frattempo completa il suo addestramento su Yardrat e raggiunge la Terra con la trasmissione istantanea, preparandosi ad affrontare lo stregone. |                                         |                                                                                            |
| 14 | Son Goku della Pattuglia Galattica 「銀河パトロール孫悟空」 - Ginga Patorōru Son Gokū | 4 dicembre 2020 ISBN 978-4-08-882518-2  | 25 agosto 2021 ISBN 978-88-226-2433-8                                                      |
| 14 | Capitoli - 61. La rinascita di Vegeta (新生ベジータ?, Shinsei Bejīta) - 62. Con le spalle al muro (絶体絶命?, Zettai zetsumei) - 63. La scelta di Merus (メルスの覚悟?, Merusu no kakugo) - 64. Son Goku della Pattuglia Galattica (銀河パトロール孫悟空?, Ginga Patorōru Son Gokū) |                                         |                                                                                            |
| 14 | Trama Vegeta riesce a battere Molo usando la tecnica di fissione dello spirito appresa su Yardrat: essa è perfetta contro avversari il cui potere è alimentato da fonti di energia esterne, poiché li priva di esse. Infatti Vegeta con la sua nuova tecnica lo colpisce ripetutamente facendo sì che lo stregone perda tutta l'energia che aveva sottratto dalle sue vittime a dai pianeti che aveva attaccato, facendolo tornare vecchio e debole. Vegeta manipola poi l'energia sottratta a Molo per riportare in vita alcuni dei namecciani che lo stregone aveva ucciso, i cui corpi sono stati conservati in buono stato dalle Sfere del Drago di Polunga. Così, dopo aver ucciso Shimorekka, Molo divora il corpo di Seven-Three e si trasforma, diventando ancora più potente e in grado di usare l'abilità di ricopiare le tecniche altrui. Vegeta decide di usare nuovamente la fissione dello spirito ma non ci riesce dato che Molo, difendendosi dai suoi colpi, gli impedisce di adoperarla. Goku lo colpisce con un violento attacco energetico distruggendo il braccio sinistro di Molo, ma con i poteri namecciani che Seven-Three aveva precedentemente replicato da Piccolo riesce a rigenerarlo. Lo stregone sconfigge Goku, Vegeta, Gohan, Piccolo, Numero 17 e Numero 18, ma interviene Merus, che lo affronta mettendolo in difficoltà, mentre Dende con i suoi poteri guarisce Goku dalle ferite riportate in battaglia. Merus, violando le leggi angeliche, combatte contro Molo al massimo della sua potenza pagando con la vita. Goku, in reazione alla morte di Merus, impara a usare l'Ultra Istinto completo, combattendo contro Molo e riuscendo a sopraffarlo facilmente. |                                         |                                                                                            |
| 15 | Molo, il divoratore di pianeti 「星喰いのモロ」 - Hoshikui no Moro | 2 aprile 2021 ISBN 978-4-08-882518-2    | 22 dicembre 2021 ISBN 978-88-226-2854-1                                                    |
| 15 | Capitoli - 65. Son Goku, il terrestre (地球人 孫悟空?, Chikyūjin Son Gokū) - 66. Molo, il divoratore di pianeti (星喰いのモロ?, Hoshikui no Moro) - 67. Il gran finale, e poi... (大団円そして…?, Daidan'en soshite…) - 68. Granolah, il sopravvissuto (生残者グラノラ?, Seizansha Guranora) |                                         |                                                                                            |
| 15 | Trama Crilin raggiunge il campo di battaglia portando con sé i senzu; Goku ne prende uno e lo offre a Molo aiutandolo a guarire dalle ferite che ha riportato. Sebbene Goku sia disposto a risparmiargli la vita a patto che Molo si consegni a Jaco, lo stregone usa i poteri replicati da Merus e raggiunge pure lui l'Ultra Istinto, combattendo contro Goku allo stesso livello, ma più il Saiyan lo colpisce e più il corpo di Molo si ingigantisce in quanto sta cercando di adattarsi al potere di Merus, che però non è in grado di contenere. Molo si fonde dunque con la Terra, mentre Jaco fa in modo che il Grande Kaiohshin si sostituisca a Majin Bu, convincendo Ub a donare la sua energia a Vegeta che usa la tecnica di fissione dello spirito per convogliarla e con essa anche quella dei suoi compagni, e la usa per potenziare Goku che distrugge Molo e salva la Terra. Majin Bu si sostituisce nuovamente al Grande Kaiohshin, venendo premiato dalla Pattuglia Galattica con la medaglia al valore insieme a Goku, Vegeta, Jaco e Merus; quest'ultimo tornato in vita come mortale per volere del Grande Sacerdote. Polunga restituisce la vita ai pianeti e alle vittime morte per mano di Molo e dei suoi mercenari. Granolah, mercenario nonché unico sopravvissuto della razza dei Cerealiani, ruba Seven-Three, il quale è stato quasi completamente distrutto, e lo consegna agli Heeter, ovvero Elec, Oil, Maki e Gas venendo ricompensato. Proprio Elec informa Granolah che Freezer è tornato in vita, e Granolah si ripromette di ucciderlo dato che i Saiyan eliminarono la sua civiltà proprio su ordine di Freezer. |                                         |                                                                                            |
| 16 | Il guerriero più forte dell'universo 「宇宙一の戦士」 - Uchūichi no senshi | 4 agosto 2021 ISBN 978-4-08-882744-5    | 20 aprile 2022 ISBN 978-88-226-3082-7                                                      |
| 16 | Capitoli - 69. La transizione del pianeta Cereal (シリアル星の遷移?, Shiriaru-sei no sen'i) - 70. Il guerriero più forte dell'universo (宇宙一の戦士?, Uchūichi no senshi) - 71. Il piano degli Heeter (ヒータの計画?, Hīta no keikaku) - 72. Saiyan e cerealiani (サイヤ人とシリアル人?, Saiya-jin to Shiriaru-jin) |                                         |                                                                                            |
| 16 | Trama Granolah torna su Cereal, il suo pianeta natale, che Elec aveva venduto alla civiltà aliena dei Sugariani dopo che i Saiyan sterminarono i Cerealiani, e usa le sfere del drago locali per evocare il drago Toronbo, chiedendogli di trasformarlo nel guerriero più forte dell'Universo. Il drago esaudisce la sua richiesta, sacrificando però i restanti centocinquant'anni di vita che erano rimasti a Granolah, il quale ora ha un'aspettativa di vita di soli tre anni. Ignaro del fatto che era stato Elec a chiedere a Freezer di ordinare ai Saiyan di attaccare Cereal, Granolah commette lo sbaglio di chiedergli di aiutarlo. Attraverso le informazioni ottenute dal database di Seven-Three Elec scopre che Goku e Vegeta, gli ultimi due Saiyan ancora in vita, vivono sulla Terra, oltre a sapere dell'esistenza delle sfere del drago e della posizione del pianeta di Zuno. Whis aiuta Goku e perfezionare l'Ultra Istinto, mentre Beerus istruisce Vegeta nel controllare il potere della distruzione. Oil e Maki, su ordine di Elec, vanno prima nel pianeta di Zuno per scoprire tutto quello che c'è da sapere sulla sfere del drago di Cereal, e poi si dirigono sulla Terra rubando il dragon radar di Bulma e convincendo Goku e Vegeta a seguirli su Cereal in modo che i due possano sconfiggere Granolah, mentendo a entrambi con la scusa che Granolah è uno spietato conquistatore di mondi. |                                         |                                                                                            |
| 17 | Il potere di un Dio della Distruzione 「破壊神の力」 - Hakaishin no chikara | 3 dicembre 2021 ISBN 978-4-08-882858-9  | 21 settembre 2022 ISBN 978-88-226-3357-6                                                   |
| 17 | Capitoli - 73. Goku VS. Granolah (悟空ＶＳグラノラ?, Gokū Buiesu Guranora) - 74. Vegeta VS. Granolah (ベジータＶＳグラノラ?, Bejīta Buiesu Guranora) - 75. Il potere di un Dio della Distruzione (破壊神の力?, Hakaishin no chikara) - 76. Il destino dei Saiyan (サイヤ人の宿命?, Saiya-jin no shukumei) |                                         |                                                                                            |
| 17 | Trama Goku, per merito dell'Ultra Istinto che ormai ha perfezionato, riesce a prevalere su Granolah, scoprendo poi che in realtà ha combattuto contro la proiezione astrale che Granolah aveva creato con il suo ki, facendo in modo che Goku consumasse le sue energie indebolendo l'Ultra Istinto, e infatti ne approfitta per sconfiggerlo. Vegeta affronta Granolah usando la distruzione per aumentare la sua forza, attivando un nuovo potere che chiama "Quintessenza dell'Ego", con cui riesce ad ampliare la sua energia, superando in potenza Granolah, ma non riesce a sconfiggerlo non sapendo ancora come controllare pienamente l'abilità. Granolah, al limite delle sue forze, è pronto a morire pur di uccidere Vegeta, ma il suo amico, il namecciano Monaito cerca di convincerlo a fermarsi, riuscendo a distrarlo e permettendo a Goku di mettere Granolah al tappeto interrompendo lo scontro. Monaito rivela a Granolah che era stato un Saiyan a salvargli la vita, ovvero Bardock. |                                         |                                                                                            |
| 18 | Bardock, il padre di Goku 「悟空の父バーダック」 - Gokū no chichi Bādakku | 4 aprile 2022 ISBN 978-4-08-883092-6    | 25 gennaio 2023 ISBN 978-88-226-3783-3                                                     |
| 18 | Capitoli - 77. Bardock, il padre di Goku (悟空の父バーダック?, Gokū no chichi Bādakku) - 78. Il desiderio di Gas (ガスの願い?, Gasu no negai) - 79. Gas VS. Granolah (ガスVSグラノラ?, Gasu VS Guranora) - 80. Gas VS. Granolah (2ª parte) (ガスVSグラノラ 2?, Gasu VS Guranora Tsū) |                                         |                                                                                            |
| 18 | Trama Monaito e Vegeta rivelano a Goku che Bardock era suo padre, e quando i Saiyan sterminarono sia i Cerealiani che i namecciani che vivevano su Cereal, Bardock decise per compassione risparmiare la vita a Monaito e Granolah, e anche alla madre di quest'ultimo, Muezli. Monaito spiega a Granolah che furono gli Heeter a incaricare Freezer e i Saiyan di attaccare Cereal, era stato Elec a uccidere Muezli, mentre Monaito e Granolah si sono salvati solo perché Bardock li difese sconfiggendo Gas. Adesso che gli Heeter hanno radunato le sfere di Cereal evocano Toronbo, ed Elec gli chiede di trasformare Gas nel guerriero più forte dell'universo, inoltre Elec gli toglie l'inibitore che Gas porta alla fronte che generalmente permette agli Heeter di non perdere la razionalità trasformando Gas in una creatura aggressiva e feroce, ma grazie ai suoi nuovi poteri Gas ora può sfruttare pienamente la sua forza senza perdere il controllo, sconfiggendo Granolah e Vegeta, adesso solo Goku può affrontarlo mentre Gas, guardandolo, rivede in lui il padre Bardock. |                                         |                                                                                            |
| 19 | L'orgoglio di un popolo 「民族の誇り」 - Minzoku no hokori | 4 agosto 2022 ISBN 978-4-08-883215-9    | 24 maggio 2023 ISBN 978-88-226-4055-0                                                      |
| 19 | Capitoli - 81. Il dilemma di Goku (悟空の争い?, Gokū no arasoi) - 82. Bardock VS. Gas (バダックVSガス?, Bādakku VS Gasu) - 83. Bardock VS. Gas (2ª parte) (バダックVSガス2?, Bādakku VS Gasu Tsū) - 84. L'orgoglio di un popolo (民族の誇り?, Minzoku no hokori) |                                         |                                                                                            |
| 19 | Trama Elec spara a Granolah con la sua pistola, uccidendolo apparentemente. Grazie all'aiuto di Vegeta, che dona un po' della sua energia a Goku, quest'ultimo sfida Gas. Durante la battaglia, Gas si accorge che Monaito sta curando Granolah, che è ancora vivo, perciò tenta di eliminare il namecciano, ma Goku teletrasporta sé e il nemico su un altro pianeta. I due proseguono il combattimento teletrasportandosi su diversi pianeti, fino a quando Goku, per guadagnare tempo, si teletrasporta ripercorrendo al contrario le varie tappe per poi tornare su Cereal, lasciando indietro Gas. Qui Monaito mostra a Goku e Vegeta il vecchio scouter lasciato da Bardock e grazie ad Oatmeel, i tre riescono ad ascoltare la registrazione audio della battaglia in cui Bardock ha sconfitto Gas quarant'anni prima. Grazie a quella registrazione, Goku ricorda in un flashback i suoi genitori e, assieme a Vegeta, capisce cos'è l'orgoglio di un Saiyan. Così i due sono pronti a combattere di nuovo contro Gas, che nel frattempo è tornato su Cereal: Goku attiva l'Ultra Istinto e Vegeta la Quintessenza dell'Ego. |                                         |                                                                                            |
| 20 | Battaglia alla massima potenza 「全力戦」 - Zenryokusen | 3 marzo 2023 ISBN 978-4-08-883470-2     | 27 settembre 2023 ISBN 978-88-226-4243-1                                                   |
| 20 | Capitoli - 85. La risposta di ciascuno (それぞれの答え?, Sorezore no kotae) - 86. Battaglia alla massima potenza (全力戦?, Zenryokusen) - 87. La comparsa del guerriero più forte dell'universo (宇宙一の戦士発現?, Uchūichi no senshi hatsugen) - 88. La nascita dei supereroi (スーパーヒーロー誕生?, Sūpāhīrō tanjō) |                                         |                                                                                            |
| 20 | Trama Anche se Goku e Vegeta uniscono le forze, Gas sembra inarrestabile, Granolah si unisce alla battaglia ma nemmeno il suo intervento riesce a fermare Gas. Fa la sua comparsa Freezer, è stato Elec a invitarlo a raggiungere Cereal in modo che Gas lo uccida, tuttavia Freezer si è allenato in una Stanza dello Spirito e del Tempo alla quale è riuscito ad accedere tramite uno dei pianeti da lui conquistati, ora è capace di ricorrere alla trasformazione Black Freezer, uccidendo sia Gas che Elec, inoltre convince Oil e Maki a unirsi alla sua armata. Vegeta regala a Granolah il dragon radar mentre Monaito decide di privare le sfere del drago di Cereal del loro potere, Goku e Vegeta a battaglia conclusa lasciano Cereal grazie a Whis. Dopo qualche tempo sulla Terra, Trunks e Goten combattono la criminalità nella Città dell'Ovest nei panni di due supereroi, Saiyaman X1 e Saiyaman X2 e, in parallelo, frequentano la scuola superiore. La presenza di zombie che di notte manomettono gli aiutanti robot della Capsule Corporation per impiegarli in una fabbrica, turba tutta la città e i due Saiyan intervengono nel caso. Alla fine si scopre che i morti viventi sono opera del Dr. Hedo, che li usava per amministrare un'industria di sushi creata da lui stesso per finanziare le sue ricerche. |                                         |                                                                                            |
| 21 | Contro il Dottor Hedo 「対決Dr.ヘド」 - Taiketsu Dokutā Hedo | 4 agosto 2023 ISBN 978-4-08-883601-0    | 30 gennaio 2024 ISBN 978-88-226-4485-5                                                     |
| 21 | Capitoli - 89. Compare un rivale! (ライバル出現！?, Raibaru shutsugen!) - 90. Contro il Dottor Hedo (対決Dr.ヘド?, Taiketsu Dokutā Hedo) - 91. Il ritorno del Red Ribbon (復活レッドリボン軍?, Fukkatsu Reddo Ribon gun) - 92. I nuovi cyborg (新たなる人造人間?, Aratanaru jinzōningen) |                                         |                                                                                            |
| 21 | Trama Goten e Trunks, nelle loro vesti di supereroi, affrontano i cyborg del Dr. Hedo; infatti Trunks sconfigge il cyborg Beta 1, mentre Goten sconfigge Beta 7. Crilin, come agente di polizia, indagando sulla sparizione dei cadaveri (usati da Hedo per riconvertirli in cyborg), fa irruzione nel nascondiglio dello scienziato insieme a Goten e Trunks. A quel punto Hedo scatena il suo cyborg più potente, il Dinodroid 1, tuttavia Crilin, Goten e Trunks uniscono le loro forze e lo distruggono. Infine Crilin e i colleghi del corpo di polizia di West City arrestano Hedo. Sono trascorsi tre mesi e Hedo, avendo scontato la sua pena in prigione, viene rilasciato; Magenta, il figlio di Red, insieme al suo assistente Carmine, invita Hedo a lavorare per la Red Ribbon da loro rifondata dal momento che anche il Dr. Gelo a suo tempo ne fece parte, egli era il nonno paterno di Hedo. Dopo sei mesi, Hedo crea due cyborg, ovvero Gamma 1 e Gamma 2, il cui scopo è servire la Red Ribbon; tra l'altro Magenta e Carmine hanno fatto credere a Hedo che i guerrieri difensori della Terra facciano parte di una congrega criminale. Piccolo ha preso Pan (che ormai ha tre anni) come sua allieva, ad un tratto arriva Gamma 2 che lo sfida, i due si affrontano in un duello equilibrato, ma Piccolo, sapendo che Gamma 2 è più forte di lui, inscena la propria morte. Gamma 2, credendo di aver ucciso il rivale, torna alla base della Red Ribbon, ignaro che Piccolo lo ha seguito. Il namecciano scopre che Hedo ha creato per la Red Ribbon una versione di Cell più potente di quella che venne sconfitta in passato, chiamata Cell Max. |                                         |                                                                                            |
| 22 | Il maestro e il discepolo più forti 「最強の師弟」 - Saikyō no shitei | 4 dicembre 2023 ISBN 978-4-08-883744-4  | 18 giugno 2024 ISBN 978-88-226-4713-9                                                      |
| 22 | Capitoli - 93. Il piano per rapire Pan (パン誘拐作戦?, Pan yūkai sakusen) - 94. Risvegliati, Son Gohan! (目覚めよ！孫悟飯?, Mezameyo! Son Gohan) - 95. Il maestro e il discepolo più forti (最強の師弟?, Saikyō no shitei) - 96. I Saiyaman scendono in campo! (サイヤマン参戦！?, Saiyaman sansen!) |                                         |                                                                                            |
| 22 | Trama Dato che Goku e Vegeta si stanno allenando con Broly sul pianeta di Beerus e dunque non sono reperibili, Piccolo decide di affrontare lui stesso la Red Ribbon e con le sfere del drago radunate da Bulma invoca Shenron chiedendogli di risvegliare la sua forza latente. Il drago non solo esaudisce la sua richiesta ma gli fa anche dono di un potere aggiuntivo. Piccolo si infiltra nella Red Ribbon e li aiuta a rapire Pan portandola nel loro quartier generale, Pan ha acconsentito a lasciarsi sequestrare in modo da spronare Gohan a salvarla e a combattere a piena potenza. Gohan, credendo che Pan sia realmente in pericolo, va nella base della Red Ribbon, lì lui e Piccolo combattono contro Gamma 1 e Gamma 2. A quel punto Piccolo, usando per la prima volta la trasformazione Orange, riesce a battere Gamma 2. Pan sconfigge Carmine, inoltre arrivano Bulma, Numero 18, Crilin, Goten e Trunks pronti a prendere parte alla battaglia. Gamma 1 e Gamma 2 si rivoltano contro la Red Ribbon comprendendo che in realtà sono un'organizzazione criminale, mentre Hedo uccide Magenta, tuttavia quest'ultimo, in punto di morte, attiva Cell Max, il quale ora è pronto a scatenare tutta la sua potenza distruttiva. |                                         |                                                                                            |
| 23 | Il super risveglio di Son Gohan! 「超覚醒！孫悟飯」 - Chō kakusei! Son Gohan | 4 aprile 2024 ISBN 978-4-08-883885-4    | 29 ottobre 2024 ISBN 978-88-226-5147-1                                                     |
| 23 | Capitoli - 97. La furia di Cell Max (暴走セルマックス?, Bōsō Seru Makkusu) - 98. La decisione di Gamma 2 (ガンマ2号の覚悟?, Ganma Ni-Gō no kakugo) - 99. Il super risveglio di Son Gohan! (超覚醒！孫悟飯?, Chō kakusei! Son Gohan) - 100. Makankosappo, esplosione! (炸裂！魔貫光殺砲?, Sakuretsu! Makankōsappō) |                                         |                                                                                            |
| 23 | Trama Goten e Trunks usano la Danza di Metamor e si fondono in una versione di Gotenks grassa, avendo sbagliato l'esecuzione della tecnica; Cell Max è troppo forte tanto che nemmeno gli sforzi congiunti di Gohan, Piccolo, Numero 18, Crilin, Gotenks, Gamma 1 e Gamma 2 riescono a fermalo. Quest'ultimo si sacrifica, infatti, Gamma 2, con un potente attacco tenta di eliminare Cell Max, ma finisce soltanto col staccargli il braccio sinistro. Piccolo tenta di fronteggiare Cell Max nella forma Orange, ma non è capace di eguagliare la forza del nemico; Gohan, tuttavia, per la prima volta attiva la forma Beast raggiungendo un livello di forza enorme. Piccolo blocca Cell Max, e a quel punto Crilin, Numero 18 e Gamma 1 lo attaccano tutti insieme danneggiando il suo corpo, infine Gohan elimina il nemico con la tecnica del Makankosappo. Il corpo di Gamma 2 si polverizza, mentre Crilin decide di non arrestare Hedo, il quale è già pentito di aver lavorato con la Red Ribbon, inoltre, Bulma offre un lavoro a lui e a Gamma 1 nella Capsule Corporation. |                                         |                                                                                            |
| 24 | Un'eredità per il futuro 「未来への継承」 - Mirai e no keishō | 4 aprile 2025 ISBN 978-4-08-884493-0    | 11 novembre 2025 ISBN 978-88-226-6327-6                                                    |
| 24 | Capitoli (traduzioni letterali dei titoli) - 101. Carmine e Numero 15 (カーマインと15番?, Kāmain to jūgo-ban) - 102. Son Goku VS. Son Gohan (孫悟空ＶＳ孫悟飯?, Son Gokū bāsasu Son Gohan) - 103. Un'eredità per il futuro (未来への継承?, Mirai e no keishō) - 104. La nascita dei Saiyaman X! (サイヤマンXの誕生!?, Saiyaman Ekkusu no tanjō!) |                                         |                                                                                            |

#### Capitoli non ancora in formatotankōbon
Questa lista è suscettibile di variazioni e potrebbe essere incompleta o non aggiornata.

## Accoglienza
Per tutta la trasmissione, la serie ha fatto molto discutere per la qualità dei disegni, decisamente scadenti e goffi rispetto quelli degli anni '90 e all'importanza del prodotto. Da sottolineare il clamoroso episodio 5, trasmesso in Giappone il 9 agosto 2015 su Fuji TV, che vedeva Goku combattere contro Beerus sul pianeta di Re Kaioh: diversi fan hanno riscontrato alcuni frame animati di bassissima qualità nelle parti di scontro (trattasi delle intercalazioni di scene animate in movimento), lamentandosi pertanto con Toei Animation e Fuji TV. Le animazioni contestate dell'episodio 5 sono state in seguito corrette da Toei Animation per l'edizione DVD e Blu-ray Disc di Dragon Ball Super, pubblicata il 2 dicembre 2015 in Giappone. Nel resto del mondo, tra cui in Italia, sono arrivate direttamente le versioni corrette dell'edizione Blu-ray, anche se nel corso degli episodi di tanto in tanto vi sono disegni di qualità altalenante anche bassa.
Nel volume celebrativo creato per i trenta anni della serie Dragon Ball Super History Book l'autore Akira Toriyama si lamenta a proposito della qualità dell'adattamento anime di Dragon Ball Super.